# Djeziraia
Djeziraia, rod plošnjaka iz porodice Polycystididae koji je opisao Schockaert, 1971., nakon što su te godine otkrivene dvije vrste D. pardii i D. euxinica.
Rod obuhvaća četiri vrste, posljednje dvije otkrivene su 2000-tih godina.
- Djeziraia euxinica (Mack-Fira, 1971)
- Djeziraia incana Artois & Schockaert, 2001
- Djeziraia longistyla Noreña, Damborenea, Faubel & Brusa, 2007
- Djeziraia pardii Schockaert, 1971

Animalia → Platyhelminthes → Rhabditophora → Rhabdocoela → Polycystididae